# Jasione sphaerocephala
Jasione sphaerocephala là loài thực vật có hoa trong họ Hoa chuông. Loài này được Brullo, Marcenò & Pavone mô tả khoa học đầu tiên năm 1981.